# 杨邠
杨邠（？—950年） 。冠县人。五代时后汉大臣。
刘知远即位，官拜枢密使、中书侍郎兼吏部尚书、同平章事。王朴登第后，依附枢密使杨邠手下。高祖病重時，以次子刘承祐继帝位，以宰相苏逢吉、杨邠、郭威、史弘肇等為顧命大臣，楊邠總機政。杨邠和三司使王章不喜歡儒士，“郡官所请月俸，皆取不堪资军者给之”，稱為「闲杂物」。
杨邠身为重臣，和王章、史弘肇等人关系恶劣。王朴知其必乱，乃求去歸里。李太后的弟弟李业要求当宣徽使，刘承祐和李太后私下问杨邠，杨邠认为不可。李業心甚怨望。刘承祐對顾命大臣專恣弄權感到不滿，李業等唆使皇帝誅殺權臣，皇帝与李业、聂文进、郭允明等谋划杀杨邠諸人。乾祐三年冬天，十月十三日，杨邠、史弘肇、王章等三人入朝，坐在广政殿东边的廊室里，等待皇上召见。殿中衛士衝出擊杀杨邠、史弘肇、王章，誣称他们谋反。
刘承祐还想杀枢密使郭威，却被郭威反扑推翻。郭威建立后周后，追封杨邠为弘农郡王。

## 延伸阅读
[在维基数据编辑]
 《舊五代史/卷107》，出自薛居正《舊五代史》
 《新五代史/卷30》，出自歐陽修《新五代史》